# پیتر هوتمن
پیتر هوتمن (هلندی: Peter Houtman؛ زادهٔ ۴ ژوئن ۱۹۵۷) بازیکن فوتبال اهل هلند است.

## باشگاهی
از باشگاه‌هایی که در آن بازی کرده‌است می‌توان به باشگاه فوتبال فاینورد، و باشگاه فوتبال اسپورتینگ پرتغال، باشگاه فوتبال کلوب بروخه، باشگاه فوتبال دن هاگ، باشگاه فوتبال اسپارتا روتردام، باشگاه فوتبال خرونینگن، اشاره کرد.

## تیم ملی
وی همچنین در تیم ملی فوتبال هلند بازی کرده‌است.